# Рубен Гаукес
Рубен Гаукес  (нід. Ruben Houkes, 8 червня 1979) — нідерландський дзюдоїст, олімпійський медаліст.

## Виступи на Олімпіадах
| Олімпіада  | Дисципліна         | Місце |
| ---------- | ------------------ | ----- |
| Пекін 2008 | надлегка категорія | 3T    |